# Плезантън
Плезантън (на английски: Pleasanton) е град в окръг Аламида, в района на залива на Сан Франциско, щата Калифорния, САЩ. Населението на Плезантън е 83 007 жители (по приблизителна оценка от 2017 г.). Плезантън е с обща площ от 56,50 кв. км (21,80 кв. мили).
В Плезантън е базиран Сейфуей, третата по-големина верига за супермаркети в Северна Америка.